# Weißes-Ross-Entscheidung
Die Entscheidung ARGE Weißes Ross oder nur Weißes Ross (II ZR 331/00) ist eine wegweisende und bekannte Entscheidung des Bundesgerichtshofs vom 29. Januar 2001. 
Hier wurde die bis dahin lebhaft umstrittene Rechtsfähigkeit der Gesellschaft bürgerlichen Rechts (BGB-Gesellschaft oder GbR) anerkannt, zusammen mit der aktiven und passiven Parteifähigkeit. Auch die Fähigkeit einer GbR, eigene Verbindlichkeiten (und nicht nur gesamtschuldnerische Verbindlichkeiten der Gesellschafter) einzugehen und eigene Ansprüche zu erlangen, wurde anerkannt. 
Gleichzeitig wurde darauf erkannt, dass die GbR-Gesellschafter für die Verbindlichkeiten der Gesellschaft in ähnlicher Weise wie die Gesellschafter einer OHG haften. 